# Mario Guilloti
Mario Omar Guilloti González, född 20 maj 1946 i Chacabuco i provinsen Buenos Aires, död 25 augusti 2021 i Zárate i provinsen Buenos Aires, var en argentinsk boxare.
Guilloti blev olympisk bronsmedaljör i weltervikt i boxning vid sommarspelen 1968 i Mexico City.